# KG72
KG72は、川崎重工業が試作したガスタービンエンジンである。同社が設計・製造した初の純国産ガスタービンエンジンで、同社のガスタービン事業発展のきっかけとなった。

## 開発までの経緯
川崎重工業は戦後に一時、船用ガスタービンや産業用ガスタービンエンジンの研究を行ったが中断し、その後、川崎航空機がロッキードと技術提携をして、J33やJ47ジェットエンジンのオーバーホールをすることで1954年頃に近代的な生産技術・品質管理・生産管理手法を取得した。また、1956年には石川島播磨、富士重工、富士精密、新三菱との共同出資による、日本ジェットエンジンに社員を出向させ、ジェットエンジンに関する貴重な開発技術を得た。1963年にはアメリカ軍のオーバーホール契約が終了してしまい、調本契約のみとなったため仕事量は減ったが、代わりにバイクのエンジン開発などに人員・資源を振り分けた。ジェットエンジン事業の生き残りを図るため、川崎重工業の幹部はライカミングのT53エンジン（ヘリコプター用）が航空だけでなく、発電装置、列車などの産業用に効果があるとの国産化計画書を作成し、通産省に働きかけた。この説得は受け入れられ、1966年末には同エンジン製造の許可を得た。1968年から1973年にかけては、ボーイングの502エンジンやT53エンジンを用いてトラック・戦車・電車への搭載に関する研究をし、商品化までには至らなかったが、関連知識が得られた。
このように主としてライセンス契約により技術取得や技術向上を図ってきたが、ライセンス契約だけでは開発技術が得られないこと、メンテナンスが自らの責任で行うことができない上にドル円の為替レートが高く、顧客が不満を感じることなどがわかった。それとともに関連分野への応用の可能性や自らの責任で最後まで事業を遂行するには純国産ガスタービンの開発が必要との認識に至った。
1969年4月、川崎重工業、川崎航空機、川崎車両が合併し、新たに川崎重工業になった。旧川崎航空機ではヘリコプター用ガスタービン技術があり産業用への転用、ジェットエンジン事業部はガスタービン・トラックの研究、旧川崎車両では将来の鉄道用ガスタービンの研究を始め、旧川崎重工では発電業界への進出に向けて検討をしていた。合併によって資金・技術・組織力が強化されたことから、ガスタービン事業を開始した。1970年12月に了承された「産業用ガスタービン事業化計画」に基づき、艦艇用ガスタービンのプロジェクトが進められ、ロールスロイスからオリンパスTM3B及び陸用ガスタービンの技術導入契約が締結された。また、1971年に小型ガスタービンの自社開発が了承された。

## 設計と開発
ジェットエンジン事業部の開発総責任者に大槻幸雄が選ばれ、入社1-2年の技術者を率いて開発に当たった。大槻は、流体力学を専門とし、かつて日本ジェットエンジンに出向した経験を持ち、単車エンジンの開発責任者として「マッハIII」や「カワサキ・Z1」を担当したことがある。
当初は小型の100馬力級エンジンを開発することを考えたが、燃料のコントロール系や燃焼室などの設計が困難で効率も悪いため、安全のため200馬力級を開発することに変更した。1971年7月末に作成の「小型ガスタービン研究開発計画書」によると、小型ガスタービンの試作と技術資料を得るための研究部品の試作を行うこととし、その内容としては、トラブルなく確実に運転でき、世界最高の性能かつ世界一安価な製品の設計を目指していた。販売価格はおおよそ200万円で、用途としては船舶用・発電機用・軽飛行機用などを想定した。また、この試作エンジンの研究により、200馬力級のガスタービン開発だけでなく、100-2000馬力級と広い範囲のガスタービンの開発能力を得ることを主目的とした。
1971年10月末から約1か月かけて行ったマーケットリサーチでは、当初想定していたレジャーボート市場には簡単には食い込めない一方、発電用・コンプレッサー駆動用などの産業用の潜在的市場が見込めるという結果になった。その結果を受け、1971年暮れの幹部会議で将来の大型ガスタービン開発を見込んだ、やや大きい300馬力級の開発許可が下された。
設計方針は、自動車製品の経験を活かし、自動車部品の流用や制御装置の国産化などの使用によるコスト低減を図ること、そしてトラブルなく回り性能向上や資料の蓄積ができるよう頑丈にすること、また、できるだけ単純な構造にすることであった。圧縮機、タービン、燃焼器など各要素の性能テストについては、単車事業部での経験から、要素ごとのテストは省略して、ガスタービンの製品設計を行った。1972年9月、初めて純国産ガスタービンの運転を開始。1973年1月にタービン入口温度980℃で370馬力を記録し、同年9月に設計性能を満たし、1974年9月にはボートに装着した応用テストが成功裏に終了した。本エンジンは、当初の計画通り試作のみで実用化されなかったが、開発経験から得られた技術・経験は、同社のガスタービン事業の推進に活かされた。

## その他
試作エンジンはKG300という名称で、300馬力級の川崎重工業が開発したガスタービンということから名づけられた。KG72は、試運転の成功した年にちなんで川崎重工ジェットエンジン事業部で坂口が名付けた名称である。

## 諸元
データの出典
- 型式：単純開放サイクル2軸
- 全長：1,121 mm
- 全高：719 mm
- 全幅：936 mm
- 全備重量：255 kg

### 構成
- 圧縮機：1段遠心
- 燃焼室：単筒缶形
- ガスプロデューサータービン：1段軸流
- パワータービン：1段軸流
- 減速機：遊星発車式
- 燃料：灯油、軽油

### 性能
| 要目                            | 設計値 | 実績   | 最大実績値 |
| ------------------------------- | ------ | ------ | ---------- |
| 出力（hp）                      | 300    | 300    | 372        |
| 燃料消費率（g/hp・h）           | 460    | 460    | 468        |
| タービン入口温度（℃）           | 860    | 890    | 980        |
| ガスプロデューサー回転数（rpm） | 38,000 | 36,500 | 38,000     |
| パワータービン回転数            | 38,000 | 37,700 | 36,800     |
| 空気流量（kg/s）                | 2.07   | 2.06   | 2.16       |
| 圧力比                          | 4.0    | 3.8    | 4.2        |